# Инкорпорация (лингвистика)
Инкорпорация (лат. incorporātiō «включение в состав») — языковое явление, при котором в глагольную форму инкорпорируется, то есть вставляется, другая основа, в результате чего образуется единое морфологически сложное слово. Обычно под инкорпорацией подразумевается инкорпорация существительного (англ. noun incorporation). Инкорпорация характерна для синтетических и полисинтетических языков, при этом существуют и аналитические языки, в которых встречаются подобные явления.

## Описание
Инкорпорируемое существительное не может являться синтаксическим аргументом в предложении. Таким образом, аффиксы, выражающие число, падеж, определённость и т. д., обычно отбрасываются, инкорпорируемое слово обычно обрезается до корня или основы. Это приводит к тому, что инкорпорация уменьшает количество актантов глагола. Например, в чукотском языке, который является эргативным, в предложении «Я ставлю ловушку» без инкорпорации местоимение «я» будет иметь показатель эргатива, а «ловушка» — абсолютива, в то время как в предложении с инкорпорацией форму абсолютива будет иметь местоимение, а инкорпорированное существительное не будет иметь падежных показателей.
Получившееся в результате инкорпорации сложное слово едино с точки зрения фонологических свойств. Например, если в языке есть сингармонизм, он работает в этом слове так же, как и в других словах, то же касается и ударения. Семантическое отношение инкорпорируемого существительного к глаголу может быть разным. Самый частый объект инкорпорации — прямое дополнение (типа «мяче-играет»), в других языках может инкорпорироваться существительное со значением инструмента или обстоятельства места (типа «тайно-пришёл»), а также подлежащего (типа «снего-выпало»). Глаголы с инкорпорацией могут идиоматизироваться и образовывать новые слова, смысл которых не связан с исходными существительным и глаголом явным образом.
Способность создавать новые конструкции с инкорпорацией варьируется в разных языках. Например, в ирокезских языках инкорпорация очень продуктивна. Однако Марианна Митун отмечает, что она «продуктивна в том смысле, в каком продуктивно словообразование, а не синтаксис» — носители знают, какие конструкции существуют в языке, а какие нет, и обращают внимание на использование новых для себя комбинаций глаголов и существительных.
В чукотском языке с помощью инкорпорации выражаются отношения, соответствующие атрибутивным (га-нэран-тор-мэлгар-ма «с двумя новыми ружьями»), обстоятельственным (мыт-винвы-эквэт-ыркын «тайно отправляемся»), объектным (мыт-купрэ-гынрит-ыр-кын «сети охраняем»), а также объектным, осложнённым атрибутивными (мыт-тур-купрэ-гынрит-ыркын «новые сети охраняем»). Такой инкорпоративный комплекс не сводим ни к слову (отличается лексико-семантической расчленённостью), ни к словосочетанию (морфологическая цельность).
Инкорпорация может быть факультативной, когда её использование обусловлено намерением говорящего выделить тот или иной оттенок смысла, и обязательной, когда выразить тот же смысл без инкорпорации невозможно.

### Функции
Основная функция инкорпорации заключается в образовании новых глаголов с более специфическим смыслом. Обычно такие конструкции выражают регулярные, обычные, типичные действия, которые носителям языка приходится часто называть.
Другая важная функция — понижение роли инкорпорируемого существительного в предложении. Существительное как бы отходит на второй план, уступая свободные синтаксические роли для других актантов. Например, зачастую инкорпорируется существительное, обозначающее часть тела; таким образом в предложении выделяется не часть тела, а её обладатель — более важный участник ситуации. Считается, что инкорпорируемые существительные чаще всего не имеют референции, хотя существуют примеры, показывающие обратное. Лингвист Владимир Плунгян отмечает, что инкорпорированное существительное может обозначать не просто нереферентный, а имперсональный, или неопределённый объект, который не важен сам по себе, а требуется в большей степени для характеризации действия (например, как «дверь» в конструкции «постучать в дверь»).

## Слабая инкорпорация
В языках мира встречаются явления, которые имеют общие свойства с инкорпорацией, но при этом в чём-то различаются. В некоторых случаях инкорпорируемое существительное не вставляется внутрь глагола, а добавляется к нему спереди, не образуя единого фонетического слова — при этом существительные так же, как и в инкорпорации, не имеют морфологических показателей и синтаксических ролей. Лингвист Кеннет Майнер назвал такое явление английским термином noun stripping (с англ. — «разборка существительного»), а по-русски его называют «конструкцией с неоформленным именем» или «слабой инкорпорацией» (в противопоставление полноценной «сильной»). Считается, что из таких конструкций в языке и развивается «сильная» инкорпорация.

## Распространение
«Сильная» инкорпорация встречается, например, в чукотско-камчатских, ацтекских и ирокезских языках. Ограниченное применение инкорпорация имела в санскрите, латыни и древнегреческом.
В германских и романских языках существуют конструкции, похожие на инкорпоративные: например, англ. baby-sit («нянчить, сидеть с ребёнком») от baby («ребёнок») + sit («сидеть»). Однако они являются результатом обратного словообразования и происходят от существительного или герундия: baby-sit ← baby-sitter («нянька, сиделка»).
В русском языке есть несколько конструкций, внешне схожих с инкорпоративными — это сложные глаголы с идиоматизированными значениями, состоящие из именного и глагольного корня (типа «рукоположить» или «злословить»). Почти все они являются кальками с древнегреческих глаголов, заимствованными из церковнославянского. Сама же конструкция непродуктивна: например, невозможно образовать соответствующие глаголы от сложных существительных типа «сердцебиение».
«Слабая» инкорпорация встречается, например, в тамильском, индонезийском или языке надеб.